# 科利爾維爾 (加利福尼亞州)
科利爾維爾（英語：Collierville）是位於美國加利福尼亞州聖華金縣的一個人口普查指定地區。

## 地理
科利爾維爾的座標為38°12′47″N 121°15′54″W / 38.21306°N 121.26500°W，而該地最高點為海拔高度19米（即62英尺）。

## 人口
根據2010年美國人口普查的數據，科利爾維爾的面積為17.106平方千米，當中陸地面積為17.080平方千米，而水域面積為0.026平方千米。當地共有人口1934人，而人口密度為每平方千米113人。